# Givry (Ardennes)
Givry település Franciaországban, Ardennes megyében. Lakosainak száma 266 fő (2022. január 1.). Givry Alland’Huy-et-Sausseuil, Amagne, Ambly-Fleury, Attigny, Charbogne, Mont-Laurent, Saulces-Champenoises és Vaux-Champagne községekkel határos.

## Népesség
A település népességének változása:
| Lakosok száma | 245  | 199  | 215  | 233  | 266  | 272  | 272  | 271  | 271  | 266  |
|               | 1968 | 1982 | 1990 | 2006 | 2013 | 2015 | 2017 | 2019 | 2020 | 2022 |